# Championnats d'Espagne de VTT
Les championnats d'Espagne de vélo tout terrain sont des compétitions annuelles permettant de délivrer les titres de champions d'Espagne de VTT. 

## Palmarès masculin

### Cross-country
Élites
| Année | Or                        | Argent                    | Bronze                    |
| ----- | ------------------------- | ------------------------- | ------------------------- |
| 1989  | Francisco Sala            | Mikel Amondarain          | E. Villanueva             |
| 1990  | José María Yurrebaso      | A. Zabaleta               | Jon Egiarte               |
| 1991  | Francisco Sala            | Ignacio Rodríguez         | Vicente Martínez          |
| 1992  | Manuel Martínez Costa     | Vicente Martínez          | Tomás Ortega              |
| 1993  | Nicolás Ruiz              | Andoni Olaberria          | Axier Albizua             |
| 1994  | Andoni Olaberria          | Nicolás Ruiz              | Albert Balcells           |
| 1995  | José Rolando Obando       | José Marquez Granados     | Manuel Martínez Costa     |
| 1996  | José Marquez Granados     | Jokin Mujika              | Roberto Lezaun            |
| 1997  | Roberto Lezaun            | Juan Carlos Garro         | Igor Fernández            |
| 1998  | Roberto Lezaun            | Fernando Ocaña            | Miquel Campasol           |
| 1999  | José Marquez Granados     | Roberto Lezaun            | Guillermo de Portugal     |
| 2000  | José Marquez Granados     | Roberto Lezaun            | Guillermo de Portugal     |
| 2001  | José Antonio Hermida      | Martí Gispert             | Francisco Javier Notario  |
| 2002  | José Antonio Hermida      | José Marquez Granados     | Alejandro Díaz de la Peña |
| 2003  | José Marquez Granados     | Israel Núñez              | Martí Gispert             |
| 2004  | José Antonio Hermida      | Juan Pedro Trujillo       | Iván Álvarez              |
| 2005  | Carlos Coloma             | Alejandro Díaz de la Peña | José Manuel García        |
| 2006  | Alejandro Díaz de la Peña | Carlos Coloma             | Israel Núñez              |
| 2007  | José Antonio Hermida      | Carlos Coloma             | Iñaki Lejarreta           |
| 2008  | Rubén Ruzafa              | Sergio Mantecón           | Carlos Coloma             |
| 2009  | José Antonio Hermida      | Rubén Ruzafa              | Iván Álvarez              |
| 2010  | Sergio Mantecón           | Carlos Coloma             | Rubén Ruzafa              |
| 2011  | José Antonio Hermida      | Iñaki Lejarreta           | Carlos Coloma             |
| 2012  | Sergio Mantecón           | Carlos Coloma             | Iñaki Lejarreta           |
| 2013  | José Antonio Hermida      | Iván Álvarez              | Sergio Mantecón           |
| 2014  | José Antonio Hermida      | Carlos Coloma             | Iván Álvarez              |
| 2015  | David Valero              | José Antonio Hermida      | Carlos Coloma             |
| 2016  | Carlos Coloma             | David Valero              | Pablo Rodríguez           |
| 2017  | David Valero              | Pablo Rodríguez           | Carlos Coloma             |
| 2018  | David Valero              | Sergio Mantecón           | Carlos Coloma             |
| 2019  | David Valero              | Carlos Coloma             | Sergio Mantecón           |
| 2020  | David Valero              | Sergio Mantecón           | Pablo Rodriguez Guede     |
| 2021  | David Valero              | Sergio Mantecón           | Ismael Esteban            |
| 2022  | David Valero              | Pablo Rodríguez           | Ismael Esteban            |
| 2023  | David Valero              | David Campos              | Jofre Cullell             |
| 2024  | David Valero              | David Campos              | Jofre Cullell             |

Espoirs
| Année | Or                   | Argent                 | Bronze              |
| ----- | -------------------- | ---------------------- | ------------------- |
| 1996  | Ricardo Santamaría   | Juan Pedro Trujillo    | Juan M. Gómez       |
| 1997  | Ricardo Santamaría   | Antonio Ortiz          | Juan Pedro Trujillo |
| 1998  | José Antonio Hermida | Jordi Riera            | Antonio Ortiz       |
| 1999  | José Antonio Hermida | Antonio Ortiz          | Martí Gispert       |
| 2000  | José Antonio Hermida | Carlos Coloma          | Martí Gispert       |
| 2001  | Carlos Coloma        | José Ignacio Arévalo   | Iván Álvarez        |
| 2002  | Carlos Coloma        | Iñaki Lejarreta        | Iván Álvarez        |
| 2003  | Iván Álvarez         | Rubén Ruzafa           | Ismael Esteban      |
| 2004  | Rubén Ruzafa         | Iñaki Lejarreta        | David Couto         |
| 2005  | Rubén Ruzafa         | Iñaki Lejarreta        | Jacobo González     |
| 2006  | Rubén Ruzafa         | Sergio Mantecón        | Jordi Vila          |
| 2007  | David Lozano         | Sergio Pulido          | Isidoro Pérez       |
| 2008  | Joan Marc Perarnau   | José Puigpinós         | Hugo Rus            |
| 2009  | David Lozano         | Umbert Almenara        | Diego Latasa        |
| 2010  | David Lozano         | José María Sánchez     | Umbert Almenara     |
| 2011  | Cristofer Bosque     | José María Sánchez     | Diego Latasa        |
| 2012  | Pablo Rodríguez      | Cristofer Bosque       | Umbert Almenara     |
| 2013  | Pablo Rodríguez      | José María Sánchez     | Adrià Noguera       |
| 2014  | Pablo Rodríguez      | Victor M. Fernández    | Mario Sinués        |
| 2015  | Pablo Rodríguez      | Robert Bou             | Miguel Sanzol       |
| 2016  | José Durán           | Kevin Suárez Fernández | Felipe Orts         |
| 2017  | José Durán           | Álvaro Carral          | Jorge Gómez         |
| 2018  | Jofre Cullell        |                        |                     |
| 2019  | Jofre Cullell        |                        |                     |
| 2020  | Jofre Cullell        | David Campos           | Ivan Feijoo         |
| 2021  | Jofre Cullell        | David Campos           | Roger Ferrer        |

### Cross country eliminator
| Année | Or                 | Argent         | Bronze                  |
| ----- | ------------------ | -------------- | ----------------------- |
| 2016  | Gerard Álvarez     | Marti Noguera  | Adria Noguera           |
| 2017  | Alberto Mingorance | Gerard Álvarez | Adria Noguera           |
| 2018  | Alberto Mingorance |                |                         |
| 2019  | Alberto Mingorance | Jorge Punzon   | Diego González Calderon |
| 2020  | Ignasi Jorba       | Pau Costa      | Jorge Punzon            |
| 2021  | David Campos       |                |                         |

### Marathon
| Année | Or                        | Argent                    | Bronze                    |
| ----- | ------------------------- | ------------------------- | ------------------------- |
| 2004  | Israel Núñez              | Antonio Ortiz             | Juan M. García            |
| 2005  | Alejandro Díaz de la Peña | Israel Núñez              | Marc Trayter              |
| 2006  | Rubén Ruzafa              | Alejandro Díaz de la Peña | Unai Yus                  |
| 2007  | Israel Núñez              | Sergio Mantecón           | Marc Trayter              |
| 2008  | Sergio Mantecón           | Marc Trayter              | Alejandro Díaz de la Peña |
| 2009  | Francisco Mancebo         | Marc Trayter              | Adolfo García             |
| 2010  | Francisco Mancebo         | Alejandro Díaz de la Peña | Juan Pedro Trujillo       |
| 2011  | Sergio Mantecón           | Juan Pedro Trujillo       | Alejandro Díaz de la Peña |
| 2012  | Sergio Mantecón           | Jesús del Nero            | Ismael Ventura            |
| 2013  | Juan Pedro Trujillo       | Pedro Romero              | Ramon Sagués              |
| 2014  | Francisco Mancebo         | Sergio Mantecón           | Ismael Ventura            |
| 2015  | José Marquez Granados     | Francesco Guerra          | Pedro Romero              |
| 2016  | Francisco Mancebo         | Pedro Romero              | Roberto Bou               |
| 2017  | Ismael Ventura            | Miguel Muñoz              | Roberto Bou               |
| 2018  | Pedro Romero              | Roberto Bou               | Francesco Guerra          |
| 2019  | Pablo Guerrero Bonilla    | Enrique Morcillo Vergara  | José Marquez Granados     |
| 2022  | Sergio Mantecon           | Roberto Bou               | Ismael Esteban            |
| 2023  | Sergio Mantecon           | Miguel Muñoz              | Roberto Bou               |
| 2024  | José María Sánchez        | Roberto Bou               | Marcos Garcia             |

### Descente
| Année | Or                  | Argent              | Bronze            |
| ----- | ------------------- | ------------------- | ----------------- |
| 1995  | Pau Misser          |                     |                   |
| 1999  | Pau Misser          |                     |                   |
| 2000  | David Vázquez López |                     |                   |
| 2003  | David Vázquez López |                     |                   |
| 2005  | Iván Oulego         |                     |                   |
| 2006  | David Vázquez López |                     |                   |
| 2007  | David Vázquez López |                     |                   |
| 2008  | Iván Oulego         |                     |                   |
| 2009  | Bernat Guardia      | Iván Oulego         | Antonio Ferreiro  |
| 2010  | Bernat Guardia      | Jorge Aguin         | Pasqual Canals    |
| 2011  | Bernat Guardia      | Iván Oulego         | Edgar Carballo    |
| 2013  | Antonio Ferreiro    | Gabriel Yeray       | Daniel Olarra     |
| 2014  | Antonio Ferreiro    | Bernat Guárdia      | Edgar Carballo    |
| 2015  | Antonio Ferreiro    | Bernat Guárdia      | Edgar Carballo    |
| 2016  | Ángel Suárez        | Ferrán Jorba        | Álex Marín        |
| 2017  | Iraitz Etxebarria   | Álex Marín          | Edgar Carballo    |
| 2018  | Ángel Suárez        | Edgar Carballo      | Álex Marin        |
| 2019  | Álex Marin          | Edgar Carballo      | Gabriel Vargas    |
| 2020  | Ángel Suárez        | Pau Menoyo          | Iraitz Etxebarria |
| 2021  | Álex Marin          | Adrian Gonzalez     | Iraitz Etxebarria |
| 2023  | Pau Menoyo          | Liberal Castellanos | Alex Iscla        |
| 2024  | Liberal Castellanos | Ángel Suárez        | Pau Menoyo        |

## Palmarès féminin

### Cross-country
| Année | Or                   | Argent               | Bronze               |
| ----- | -------------------- | -------------------- | -------------------- |
| 1991  | Marga Cuesta         | Fina Soler           | Raquel Aberasturi    |
| 1992  | Marga Cuesta         |                      |                      |
| 1993  | Rosa Tena            | Ana Burgos           | Silvia Rovira Planas |
| 1994  | Silvia Rovira Planas | Margari Aierza       | Fina Soler           |
| 1995  | Silvia Rovira Planas | Laura Blanco         | Margari Aierza       |
| 1996  | Laura Blanco         | Silvia Rovira Planas | Margarita Fullana    |
| 1997  | Margarita Fullana    | Silvia Rovira Planas | Ruth Moll            |
| 1998  | Margarita Fullana    | Silvia Rovira Planas | Janet Puiggròs       |
| 1999  | Margarita Fullana    | Silvia Rovira Planas | Ruth Moll            |
| 2000  | Silvia Rovira Planas | Janet Puiggròs       | Jaione Sasieta       |
| 2001  | Margarita Fullana    | Silvia Rovira Planas | Janet Puiggròs       |
| 2002  | Margarita Fullana    | Janet Puiggròs       | Silvia Rovira Planas |
| 2003  | Margarita Fullana    | Janet Puiggròs       | Silvia Rovira Planas |
| 2004  | Margarita Fullana    | Cristina Mascarreras | Nekane Lasa          |
| 2005  | Margarita Fullana    | Nekane Lasa          | Cristina Mascarreras |
| 2006  | Margarita Fullana    | Ruth Moll            | Cristina Mascarreras |
| 2007  | Rocío Gamonal        | Anna Villar          | Cristina Mascarreras |
| 2008  | Margarita Fullana    | Rocío Gamonal        | Sandra Santanyes     |
| 2009  | Margarita Fullana    | Rocío Gamonal        | Sandra Santanyes     |
| 2010  | Anna Villar          | Rocío Martín         | Sandra Santanyes     |
| 2011  | Rocío Gamonal        | Anna Villar          | Sandra Santanyes     |
| 2012  | Anna Villar          | Lucía Vázquez        | Sandra Santanyes     |
| 2013  | Margarita Fullana    | Sandra Santanyes     | Anna Villar          |
| 2014  | Rocio Martín         | Anna Villar          | Sandra Santanyes     |
| 2015  | Rocio Martín         | Anna Villar          | Lucía Vázquez        |
| 2016  | Rocío Gamonal        | María Diaz           | Sandra Santanyes     |
| 2017  | Rocío Gamonal        | Rocio Martín         | Mercedes Pacios      |
| 2018  | Claudia Galicia      | Elena Lloret         | Mercedes Pacios      |
| 2019  | Claudia Galicia      | Meritxell Figueras   | Natalia Fischer      |
| 2020  | Rocío García         | Claudia Galicia      | Lara Garcia          |
| 2021  | Rocío García         | Natalia Fischer      | Meritxell Figueras   |
| 2022  | Rocío García         | Nuria Bosch          | Natalia Fischer      |
| 2023  | Lara Garcia          | Rocío García         | Noemi Moreno         |
| 2024  | Estibaliz Sagardoy   | Nuria Bosch          | Sofia Rodriguez      |

### Cross country eliminator
| Année | Or              | Argent       | Bronze         |
| ----- | --------------- | ------------ | -------------- |
| 2016  | Magdalena Duran | Amparo Chapa | Cecilia Sopena |
| 2017  | Sara Gay        | Sandra Jordá | Amparo Chapa   |
| 2019  | Magdalena Duran | Sara Gay     | Amparo Chapa   |
| 2020  | Sara Gay        | Sara Mendez  | Noemi Moreno   |
| 2021  | Sara Gay        |              |                |

### Marathon
| Année | Or                   | Argent            | Bronze                  |
| ----- | -------------------- | ----------------- | ----------------------- |
| 2004  | Sandra Santanyes     | Rosa Tena         | Carmen Gonzalez-Simarro |
| 2005  | Sandra Santanyes     | Ana Belén García  | Fátima Blázquez         |
| 2006  | Cristina Mascarreras | Sandra Santanyes  | Mercè Tusell            |
| 2007  | Sandra Santanyes     | Mercè Tusell      | Olatz Odriozola         |
| 2008  | Anna Villar          | Sandra Santanyes  | Cristina Mascarreras    |
| 2009  | Anna Villar          | Sandra Santanyes  | Natalia Benítez         |
| 2010  | Sandra Santanyes     | Anna Villar       | Mercè Pacios            |
| 2011  | Sandra Santanyes     | Rocío Martín      | Mercè Petit             |
| 2012  | Anna Villar          | Mercè Pacios      | María Díaz              |
| 2013  | Rocío Martín         | Sandra Santanyes  | Margarita Fullana       |
| 2014  | Susana Alonso        | Margarita Fullana | Sandra Santanyes        |
| 2015  | Sandra Santanyes     | Rocío Martín      | Claudia Galicia         |
| 2016  | María Díaz           | Sandra Santanyes  | Susana Alonso           |
| 2017  | Natalia Fischer      | Susana Alonso     | Rocío Martín            |
| 2018  | Natalia Fischer      | Susana Alonso     | Sandra Santanyes        |
| 2019  | Claudia Galicia      | Natalia Fischer   | Mercedes Pacios         |
| 2021  | Natalia Fischer      | Lara Garcia       | Susana Alonso           |
| 2022  | Maria Diaz           | Meritxell Figuera | Cristina Moran          |
| 2023  | Natalia Fischer      | Ariadna Rodenas   | Tessa Kortekaas         |
| 2024  | Tessa Kortekaas      | Natalia Fischer   | Sofia Rodriguez         |

### Descente
| Année | Or                 | Argent           | Bronze             |
| ----- | ------------------ | ---------------- | ------------------ |
| 2009  | Víctoria Hernández | Mireia Boscà     | Covadonga González |
| 2010  | Víctoria Hernández | Ainhoa Fontan    | Carmen Martinez    |
| 2011  | Víctoria Hernández | Eva Castro       | Mireia Bosca       |
| 2013  | Víctoria Hernández | Mireia Boscà     | Covadonga González |
| 2014  | Blanca Barthe      | Mireia Boscà     | Carmen Martinez    |
| 2015  | Carmen Martinez    | Blanca Barthe    | Mireia Boscà       |
| 2016  | Carmen Martinez    | Blanca Barthe    | Telma Torregrosa   |
| 2017  | Blanca Barthe      | Telma Torregrosa | Eva Castro         |
| 2018  | Telma Torregrosa   | Paloma Vargas    | Zoe Zamora         |
| 2019  | Telma Torregrosa   | Victoria Piro    | Zoe Zamora         |
| 2020  | Telma Torregrosa   | Zoe Zamora       | Aina Gonzalez      |
| 2021  | Aina Gonzalez      | Mireia Pi        | Gemma Chapela      |
| 2023  | Sara Yusto         | Maria Pomes      | Natalia Menendez   |
| 2024  | Cristina Menendez  | Kira Zamora      | Sara Yusto         |